# Leon Šušnja
Leon Šušnja (Široki Brijeg, 5 de agosto de 1993) es un jugador de balonmano croata, nacido en Bosnia y Herzegovina, que juega de pívot en el Orlen Wisła Płock. Es internacional con la selección de balonmano de Croacia.
Ganó la medalla de oro con la selección en los Juegos Mediterráneos de 2018 en Tarragona, participando posteriormente en el Campeonato Europeo de Balonmano Masculino de 2022 y en el Campeonato Mundial de Balonmano Masculino de 2023.

## Palmarés

### Selección nacional
| Campeonato Mundial   | Campeonato Mundial           | Campeonato Mundial | Campeonato Mundial |
| Año                  | Lugar                        | Medalla            |                    |
| -------------------- | ---------------------------- | ------------------ | ------------------ |
| 2025                 | Croacia, Dinamarca y Noruega | Medalla de plata   |                    |
| Juegos Mediterráneos |                              |                    |                    |
| Año                  | Lugar                        | Medalla            |                    |
| 2018                 | Tarragona                    | Medalla de oro     |                    |

### RK Zagreb
- Liga de Croacia de balonmano (6): 2014, 2015, 2016, 2017, 2018, 2019
- Copa de Croacia de balonmano (6): 2014, 2015, 2016, 2017, 2018, 2019

### Orlen Wisła Płock
- Copa de Polonia de balonmano (3): 2022, 2023, 2024
- Liga de Polonia de balonmano (1): 2024

## Clubes
| Club              | País    | Año       |
| ----------------- | ------- | --------- |
| RK Zagreb         | Croacia | 2013-2019 |
| Orlen Wisła Płock | Polonia | 2019-Act. |